# Trastorn relacionat amb el gluten
Els trastorns relacionats amb el gluten és el terme per a les malalties provocades pel gluten, incloent la malaltia celíaca (MC), la sensibilitat no celíaca al gluten (SNCG), l'atàxia per gluten, la dermatitis herpetiforme (DH) i l'al·lèrgia al blat. La categoria paraigua també s'ha denominat "intolerància al gluten", tot i que un estudi multidisciplinari dirigit per metges, basat en part en el Simposi Internacional de Malaltia Celíaca de 2011, va concloure que s'hauria d'evitar l'ús d'aquest terme per manca d'especificitat.
El gluten és un grup de proteïnes, com ara prolamines i glutelines, emmagatzemades amb midó a l'endosperma de diversos grans de cereals.
A partir de 2017, els trastorns relacionats amb el gluten estaven augmentant en freqüència en diferents àrees geogràfiques. L'augment es podria explicar per la popularitat de la dieta de tipus occidental, l'ampliació de l'abast de la dieta mediterrània (que també inclou cereals amb gluten), la substitució creixent de l'arròs pel blat en molts països, el desenvolupament en els darrers anys de nous tipus de blat amb una major quantitat de pèptids del gluten citotòxics, i el major contingut de gluten en el pa i els productes de fleca, a causa de la reducció del temps de fermentació de la massa. No obstant això, un estudi de 2020 de l'Institut Leibniz de Biologia de Sistemes Alimentaris posa en dubte la idea que el blat modern tingui nivells de gluten més alts. A partir d'un banc de llavors, van cultivar i analitzar 60 varietats de blat entre 1891 i 2010 i no van trobar canvis en el contingut d'albúmina/globulina i gluten al llarg del temps. "En general, l'any de collita va tenir un efecte més significatiu en la composició de proteïnes que el cultiu. Pel que fa a proteïnes, no vam trobar cap evidència que recolzi un augment del potencial immunoestimulador del blat d'hivern modern."

## Tipus
La següent classificació dels trastorns relacionats amb el gluten va ser anunciada l'any 2011 per un grup d'experts a Londres i publicada el febrer de 2012:
- Trastorns autoimmunitaris: malaltia celíaca, dermatitis herpetiforme, atàxia per gluten
- No autoimmunitari, no al·lèrgic: trastorn amb causa desconeguda, probablement immunomodulat: sensibilitat no celíaca al gluten (SNCG)
- Al·lèrgies: al·lèrgia alimentària (mediada per IgE i no mediada per IgE), anafilaxi induïda per l'exercici dependent del blat, asma del forner, dermatitis de contacte.